# Phaeolabrella eryngicola
Phaeolabrella eryngicola är en svampart som beskrevs av Speg. 1912. Phaeolabrella eryngicola ingår i släktet Phaeolabrella, divisionen sporsäcksvampar och riket svampar.   Inga underarter finns listade i Catalogue of Life.